# Сарджвеладзе, Никифор Иванович
Никифор Иванович Сарджвеладзе (1919, село Леса, Озургетский уезд, Кутаисская губерния, Грузинская демократическая республика — неизвестно) — директор Ацкурского молочно-плодоводческого совхоза Ахалцихского района, Грузинская ССР. В 1971 году получил почётное звание Героя Социалистического Труда, которого был лишён в 1976 году в связи с осуждением.

## Биография
Родился в 1919 году в крестьянской семье в селе Леса Озургетского уезда. Получил высшее образование. С 1946 года — член ВКП(б).
В 1961 году назначен директором Ацкурского молочно-плодоводческого совхоза, основанного на базе отстающих колхозов Ахалцихского района. За короткое время вывел совхоз в число передовых сельскохозяйственных предприятий Грузинской ССР. За выдающиеся трудовые показания по совхозу по итогам Семилетки (1959—1965) награждён Орденом Ленина.
По итогам Восьмой пятилетки (1966—1970) по сравнению с предыдущим отчётным семилетним планом в совхозе увеличилось производство картофеля на 128 %, овощей на 351 %, плодов семечковых культур на 171 %, мяса на 106 %, молока на 168 % и шерсти на 146 %. В 1970 году было собрано овощей в среднем с каждого гектара по 149 центнера при плане в 110 центнеров и в среднем по району 50 центнеров. На совхозной товарно-молочной ферме было надоено молока в среднем по 1720 килограмма молока с каждой фуражной коровы вместо 1525 килограмма запланированных, что стало на 386 килограмма выше в среднем по району. По садоводству совхоз дал экономию государству около 3 миллионов рублей по сравнению с 1965 годом. Указом Президиума Верховного Совета СССР от 8 апреля 1971 года удостоен звания Героя Социалистического Труда за «выдающиеся заслуги в деле развития сельскохозяйственного производства и выполнении планов продажи государству продуктов земледелия и животноводства» с вручением ордена Ленина и золотой медали «Серп и Молот» (№ 16059).
Избирался депутатом Ахалцихского районного Совета депутатов трудящихся, членом бюро Ахалцихского райкома партии.
21 июня 1976 года приговорён к 13 годам лишения свободы в исправительно-трудовой колонии строгого режима за хищение государственной собственности. Согласно обвинению, будучи директором совхоза, оформлял фиктивное принятие на работу рабочих и незаконно начислял премии. Вместе с другими осуждёнными по этому делу присвоил и растратил около 200 тысяч рублей. Судебная коллегия по уголовным делам Верховного суда Грузинской ССР вынесла представление о лишении его наград и званий. Указом Президиума Верховного Совета СССР от 31 августа 1976 года за совершение тяжкого преступления лишён звания Героя Социалистического Труда и наград.
Дальнейшая судьба не известна. В этом же году исключён из партии. 
Дальнейшая судьба не известна.
Награды (лишён всех наград)
- Герой Социалистического Труда
- Орден Ленина — дважды (02.04.1966; 1971)
- Заслуженный механизатор Грузинской ССР.